# كنيسة المخلص على الدم
كنيسة المُخلِّص على الدم المراق (بالروسية: Церковь Спаса на Крови) هي أحد المعالم الرئيسية في مدينة سانت بطرسبرغ الروسيَّة. وتُعرف الكنيسة بأسماء عدة ومنها كنيسة على الدم المراق (Церковь на Крови) أو معبد المُخلِّص على الدم المراق (Храм Спаса на Крови) أو كاتدرائية قيامة يسوع (Собор Воскресения Христова). بُنيت هذه الكنيسة على الموقع الذي أصيب فيه الإمبراطور ألكسندر الثاني بجرحٍ قاتل على يد مجموعة من الخصوم السياسيين في شهر مارس من عام 1881. وهكذا فقد شُيدت هذه الكنيسة خلال الفترة من عام 1883 حتى عام 1907 بتمويل من العائلة الإمبراطورية.

## التاريخ
بدأ تشييد الكنيسة عام 1883 خلال عهد الإمبراطور ألكسندر الثالث وذلك بعد سنتين على اغتيال والده ألكسندر الثاني حيث بُنيت كمعلم تذكاري لوالده. تشير التقديرات إلى أن تكلفة بناء الكنيسة بلغت 4.5 مليون روبل حينذاك، وقد اكتمل البناء عام 1907 خلال عهد الإمبراطور نيقولا الثاني. ساهمت العائلة الإمبراطورية في تمويل التشييد، بالإضافة إلى تبرعات العديد من الأشخاص الأخرين.
تبرز الكنيسة بموقعها المحازي لقناة غريبويدوف حيث تمتد الطرق المُعبَّدة الموازية على طرفي القناة. تعرضت عربة القيصر ألكسندر الثاني أثناء مرورها من أحد الجسور القاطعة للقناة لهجوم بقنبلة يدوية ما أدى إلى انفجارها كان قد رماها أحد اللاسلطويين في يوم الثالث عشر من مارس (بالتقويم اليولياني: الأول من مارس) عام 1881. إلَّا أن القيصر استطاع الخروج من عربته بعد تخلخله من مكانه دون أن يُصاب بأذى وبدأ يزجر الجانِي المُفترض، وفي تلك الأثناء أغتنم جانٍ آخر يدعى إيغناسي هرينيفسكي الفرصة فاِندفع رامياً قنبلة أخرى انتحر على أثرها وأصاب فيها القيصر بجروحٍ مميتة. أُخِذَ القيصر إلى قصر الشتاء وهو ينزف نزفاً شديداً ومن ثم قضى حتفه بعد عدة ساعات من هذا الهجوم المباغت.
تعرضت الكنيسة إبَّان الثورة الروسية للنهب والتخريب ما ألحق أضراراً جسيمة في داخلها. أغلقت الحكومة السوفيتية الكنيسة عام 1932. اُستعملت الكنيسة خلال الحرب العالمية الثانية كمجمع لجثث الذين قضوا في المعارك ومن قارقوا الحياة نتيجة المرض أو الجوع حين تضور الكثير من الناس جوعاً على أثر حصار لينينغراد الذي فرضته القوات النازية، وقد لحق الكنيسة أضرار فادحة. وأصبحت الكنيسة بعد الحرب تُستخدم كمستودع لتخزين الخضراوات ومن هناء فأصبح يُطلق عليها تهكّميّاً اسم «المُخلِّص على البطاطا» بدلاً من اسمها الأصلي «المُخلِّص على الدم».

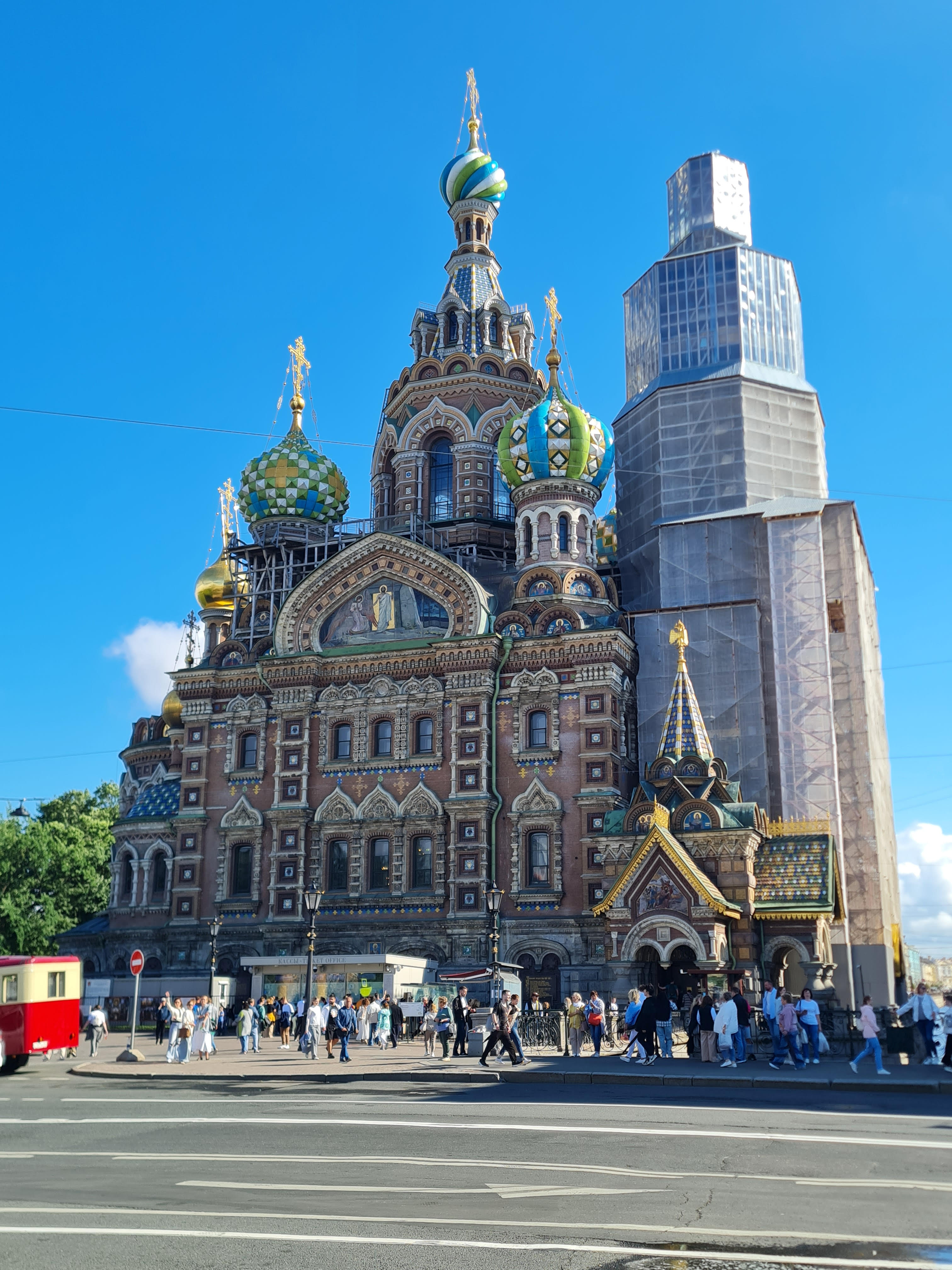
الواجهة الأمامية لكنيسة المخلِّص على الدم في مدينة سانت بطرسبرغ الروسية يونيو 2024

تحولت إدارة الكنيسة إلى كاتدرائية القديس إسحاق في شهر يوليو من عام 1970 وبذلك فقد غدت تُستعمل كمتحف، وقد غطى الريع الذي أدرته الكاتدرائية تكاليف إعادة ترميم الكنيسة التي فتحت أبوابها في أغسطس عام 1997. ولكن لم تكرّس الكنيسة للعبادة الدينية بعد افتتاحها، بل غدت متحفاً للفسيفساء. حيث لم تُوظف الكنيسة كمكان عام لأداء العبادة الدينية في واقع الأمر في فترة ما قبل الثورة الروسية؛ ذلك لأن الغرض منها بالأصل كان كصرح تذكاري يُخلّد القيصر ألكسندر الثاني، ولم يُقام فيها سوى وقائع الحفل التأبيني. تعدّ الكنيسة الآن مأحد المعالم السياحية الرئيسية في سانت بطرسبرغ.

## العمارة

الكنيسة عام 2011

تختلف الكاتدرائية من الناحية المعمارية عن غيرها من معالم سانت بطرسبرغ الأخرى فمعظم مباني المدينة تتميز بأنها مبنية على الطراز الباروكي والنيوكلاسيكي. أمَّا كنيسة المخلص على الدم فتحملُ في مظهرها خصائص العمارة الروسية القروسطية المصبوغة بروح الطراز القومي الرومانسي. وقد بُنيت عمداً لتشبه كنائس ياروسلافل العائدة للقرن السابع عشر وكاتدرائية القديس باسيل الشهيرة في موسكو.

## وصلات خارجية
- الموقع الرسمي (بالإنجليزية)
- «معابد روسيا» - نموذج ثلاثي الأبعاد (بالروسية)